# James DeMonaco
James DeMonaco (ur. 12 października 1969) – amerykański reżyser i scenarzysta filmowy. Jest najbardziej znany jako twórca serii Noc oczyszczenia, do której napisał scenariusze wszystkich pięciu filmów i wyreżyserował trzy pierwsze: Noc oczyszczenia (2013), Noc oczyszczenia: Anarchia (2014) oraz Noc oczyszczenia: Czas wyboru (2016).  
Pierwszym scenariuszem DeMonaco, który został zrealizowany, była tragikomedia Jack (1996) z Robinem Williamsem w roli głównej, wyreżyserowana przez Francisa Forda Coppolę.  

## Życie osobiste
DeMonaco dorastał na Staten Island i Brooklynie w Nowym Jorku. Spędził osiem lat w Paryżu, co skłoniło go do „przyjrzenia się swojemu życiu pod lupą” po zauważeniu różnic w podejściu do broni i przemocy między Paryżem a Nowym Jorkiem. DeMonaco ma włoskie korzenie i jest katolikiem.
Wraz ze swoją żoną, DeMonaco był blisko śmierci z rąk pijanego kierowcy na Brooklynie, a następne wdał się z nim w bójkę. W przypływie złości jego żona powiedziała: „Chciałabym, żeby każdy mógł mieć raz w roku jedno wolne [morderstwo]”, co stało się inspiracją do stworzenia serii Noc oczyszczenia.

## Filmografia

### Reżyser
- Mały Nowy Jork (2009)
- Noc oczyszczenia (2013)
- Noc oczyszczenia: Anarchia (2014)
- Noc oczyszczenia: Czas wyboru(inne języki) (2016)
- This Is the Night(inne języki) (2021)
- Dom śmierci(inne języki) (2025)

### Scenarzysta
- Jack (1996)
- Negocjator (1998)
- Atak na posterunek (2005)
- Zew krwi(inne języki) (2006)
- Mały Nowy Jork (2009)
- Noc oczyszczenia (2013)
- Noc oczyszczenia: Anarchia (2014)
- Noc oczyszczenia: Czas wyboru(inne języki) (2016)
- Pierwsza noc oczyszczenia(inne języki) (2018)
- Noc oczyszczenia: Żegnaj Ameryko(inne języki) (2021)
- This Is the Night(inne języki) (2021)
- Dom śmierci(inne języki) (2025)